# Holaspis
Holaspis é um género de répteis escamados pertencente à família Lacertidae.

## Espécies
- Holaspis guentheri
- Holaspis laevis